# Łysina (Pieninen)
Die Łysina ist ein Berg in den polnischen Mittleren Pieninen, einem Gebirgszug der Pieninen, mit 792 m ü.N.N. Sie liegt im Massiv Trzy Korony. Der Gipfel liegt ca. 300 Meter über dem Tal des Dunajec.

## Lage und Umgebung
Die Łysina liegt im Hauptkamm der Pieninen. Südöstlich des Gipfels liegt der Dunajec-Durchbruch, nördlich das Tal der Krośnica.

## Etymologie
Der Name des Gipfels lässt sich übersetzen als Glatze und rührt daher, dass die Kalksteinfelsen des Gipfels wie eine Glatze zwischen den dicht bewaldeten Hängen erscheinen.

## Tourismus
Der Gipfel liegt im Pieninen-Nationalpark. Er ist nicht für Touristen zugänglich.

## Nachweise
- Witold Henryk Paryski, Zofia Radwańska-Paryska: Wielka encyklopedia tatrzańska. Wydawnictwo Górskie, Poronin 2004, ISBN 83-7104-009-1.
- Józef Nyka: Pieniny. Przewodnik. 9. Auflage. Trawers, Latchorzew 2006, ISBN 83-915859-4-8.
- Pieniny polskie i słowackie. Mapa turystyczna 1:25 000. Agencja Wydawnicza „WiT“ s.c, Piwniczna 2008, ISBN 978-83-907671-3-0.